# 瑞典电影
瑞典电影起始於1897年：第一部製作於瑞典的電影是一部新闻影片。幾年後，開始有短片製作。1920年左右，瑞典電影透過導演维克多·斯约斯特洛姆及毛里茨·斯蒂勒（Mauritz Stiller）的作品獲得國際關注。英格玛·伯格曼（Ingmar Bergman）是另一位有着声望与卓越成就的瑞典導演。近年瑞典的著名导演有：罗伊·安德森（Roy Andersson）、拉斯·霍尔斯道姆（Lasse Hallström）和鲁卡斯·穆迪森（Lukas Moodysson）。

## 電影文化
- 瑞典電影列表